# Nguyễn Văn Tính (Nam Định)
Thượng tướng Nguyễn Văn Tính (1944 - 2006) quê quán Nam Định, nguyên Thứ trưởng Bộ Công an Việt Nam (1996-2006)

## Tiểu sử
Thượng tướng Nguyễn văn Tính sinh ngày 8 tháng 4 năm 1944, quê quán ở xã Nam Thắng, huyện Nam Trực, tỉnh Nam Định.
Sau khi học nghiệp vụ An ninh tại Công an Thành phố Hải Phòng, năm 1965 Nguyễn Văn Tính bắt đầu quá trình công tác trong ngành công an tại tỉnh Bắc Thái. Là sinh viên khoá D1(1969-1974) Trường Công an TW. Năm 1986, ông được bổ nhiệm Giám đốc Công an tỉnh Bắc Thái. Giám đốc Công an tỉnh Thái Nguyên.
Ông đã từng giữ chức vụ Tổng cục trưởng Tổng cục Xây dựng Lực lượng, Bộ Công an Việt Nam (1991-1996). Từ tháng 10 năm 1996, ông là Thứ trưởng Bộ Công an.
Ông được phong hàm Thiếu tướng năm 1992, Trung tướng năm 2002 và Thượng tướng năm 2005.
Ông mất vì một cơn nhồi máu cơ tim khi đang công tác tại Thanh Hóa, thọ 62 tuổi. Ông đã được tặng thưởng: Huân chương Chiến công hạng nhất, Huân chương Chiến công hạng nhì, Huân chương Kháng chiến chống Mỹ cứu nước hạng nhì, Huy chương Vì an ninh Tổ quốc và nhiều huân, huy chương và kỷ niệm chương khác.